# 丹增朗杰
丹增朗杰（藏語：བསྟན་འཛན་རྣམ་རྒྱལ，威利转写：bstan 'dzin rnam rgyal，1959年7月—2019年12月26日），藏族，西藏亚东人，中华人民共和国政治人物，西藏自治区人大常委会原党组副书记、副主任。